# Sclerophylax lorentzianus
Sclerophylax lorentzianus là loài thực vật có hoa trong họ Cà. Loài này được H. Hoffm. miêu tả khoa học đầu tiên năm 1880.